# 濃情巧克力
《濃情巧克力》（英語：Chocolat）是一部2000年的浪漫電影，改編自英國作家喬安娜·哈里斯於1999年出版的同名小說。電影由瑞典導演萊思·霍斯壯執導，茱麗葉·畢諾許主演。《濃情巧克力》在第73屆奧斯卡金像獎上獲得包含最佳影片等五項提名，均未獲獎。